# Charlie O'Connell

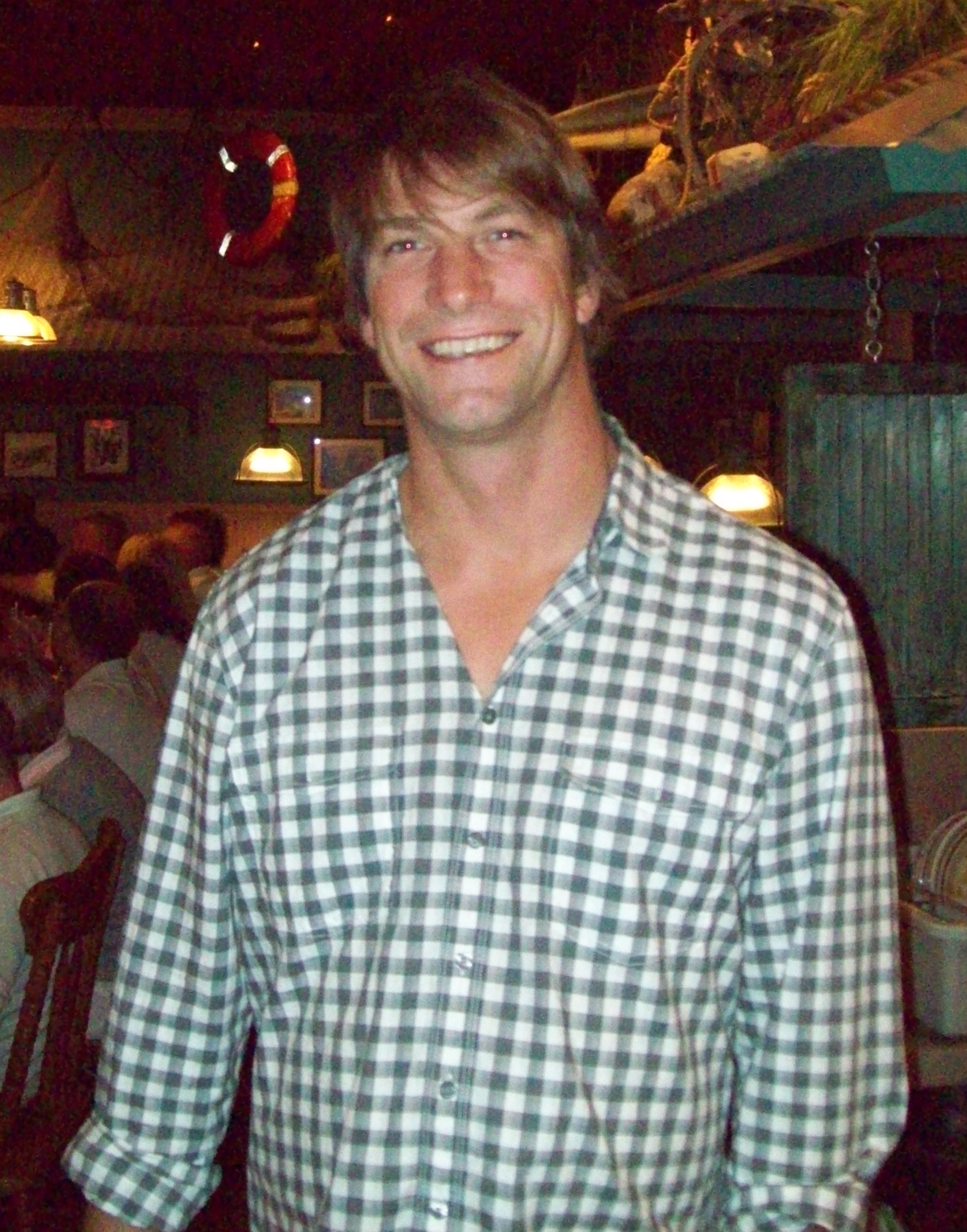
Foto de Charlie O'Connell tirada no Preston's Seafood Buffet em Myrtle Beach, SC em 17/10/2009.

Charlie O'Connell (Nova York, 21 de Abril de 1975) é um ator e ex-modelo estadunidense.
Nascido em Nova York, Charlie é formado na Escola de Teatro da New York University. Foi, por 2 anos, o capitão da equipe de esgrima da New York University, e recebeu uma medalha de bronze da NCAA em 1994 e uma medalha de ouro em 1996. Ele também estudou no Strasberg Institute e no Atlantic Theatre, fundado por David Mamet. Também apareceu em produções teatrais como Dr. Selavy's Magic Theatre com David Patrick Kelly.
Apesar de não ter feito tantos filmes como seu irmão, o ator Jerry O'Connell, Charlie disse que ser ator sempre foi seu maior sonho, um sonho que ele tem desde os 6 anos de idade. Ele e seu irmão, quando pequenos e adolescentes, fizeram vários comerciais nacionais, ficando famosos na telinha. Depois que fizeram 18 anos, Charlie e Jerry dividiram um Apartamento em um condominio de Los Angeles. Foi então que seu irmão começou a estrear vários filmes e protagonizou a série Sliders, onde Charlie teve a chance de fazer várias aparições especiais.
Foi nesta época que Charlie foi convidado para seguir a carreira de modelo, e seguiu a mesma. Atualmente, Charlie mora na Califórnia, na cidade de Los Angeles.

## Filmografia
- Novo no Pedaço (2001)
- Sombras do Mal (2001)
- Cara, Cadê Meu Carro? (2000)
- Toque de Mágica (2000)
- Segundas Intenções (1999)